# Take Care
Take Care é o segundo álbum de estúdio pelo rapper canadense Drake, com lançamento planeado para 15 de Novembro de 2011 através da Young Money Entertainment, Cash Money Records e Universal Republic Records. O álbum estreou na Billboard 200 com vendas superiores a 631 mil sendo a terceira maior estreia de 2011 de acordo com a Nielsen SoundScan.

## Antecedentes e Gravação

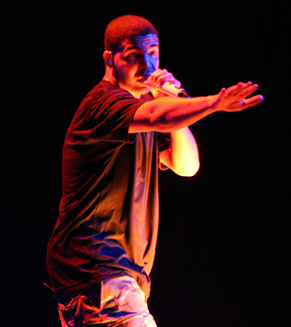
Drake alargou as performances de seus concertos entre o lançamento dos álbuns

O álbum segue o sucesso do álbum de Drake Thank Me Later, que se tornou um sucesso comercial e foi bem recebido pelos críticos da música. Drake também continuou a parceria criativa  com produtor de discos de áudio e engenheiro Noah "40" Shebib, que primeiro apresenta o seu som distinto em mixtape So Far Gone. Para o álbum, Shebib pretende lidar com a maioria da produção e gravar um som mais coeso do que em Thank Me Later, que contou com funções de produção diferentes por Shebib e outros.
Em novembro de 2010, Drake revelou o título de seu próximo álbum de estúdio seria Take Care. Em comparação com o seu álbum de estréia, Drake revelou a YC Radio 1 que Thank Me Later foi um álbum apressado, dizendo: "Eu não recebi para tomar o tempo que eu queria nesse álbum. Corri um monte de canções e sonoramente eu não consegui sentar-se com o registro e dizer, 'eu deveria mudar este verso. Depois que ele foi feito, foi feito. É por isso que meu novo álbum é chamado Take Care porque eu começo a tomar o meu tempo neste go-round. Drake mencionou após o Fest OVO 2011 que Take Care poderia ter até 18 canções sobre ele, e acrescentou que Stevie Wonder contribuíram para a direção criativa do álbum e será apresentado no álbum também. Drake também revelou que o álbum foi gravado principalmente em Toronto. Debatere e se submeter a sua corte final ou não, a data de liberação preferido o motivou a criar um edição de aniversário, bem como uma edição de luxo a ser lançado na iTunes Store.

## Recepção da Crítica
| Críticas profissionais | Críticas profissionais |
| Avaliações da crítica  | Avaliações da crítica  |
| Fonte                  | Avaliação              |
| ---------------------- | ---------------------- |
| Allmusic               | [ 9 ]                  |
| The A.V. Club          | (A–)                   |
| Entertainment Weekly   | (C+)                   |
| Los Angeles Times      | 3 de 4 estrelas.       |
| The New York Times     | (favorable)            |
| Pitchfork Media        | (8.6/10)               |
| Rolling Stone          | [ 14 ]                 |
| Slant Magazine         | [ 15 ]                 |
| Spin                   | (8/10)                 |
| The Village Voice      | (favorable)            |

Take Care recebeu aclamação geral da crítica de música. No Metacritic, que atribui uma classificação normalizada em cada 100 a opiniões de críticos mainstream, o álbum recebeu uma pontuação média de 81, com base em 28 comentários, o que indica "aclamação universal". Da Rolling Stone o escritor Jon Dolan elogiou sua "luxe , a produção expansiva "e declarou:" Drake se estende ao longo lânguida, faixas austeramente de pelúcia que borram hip-hop, R&B e downtempo música de dança." Kevin Ritchie, Now elogiou o álbum" mix muito bem feito de surdo, low-end sulcos e melancólica introspectivo songwriting ", e declarou:" Drake sucede-se a dar o disco um som muito próprio. Pela Slant Magazine o Matthew Cole chamou de "notavelmente consistente" e notou um "fluxo imensamente melhorado" por Drake. Brandon Soderberg de Spin chamou o álbum de "um insular, indulgente, triste-saco épica hip-hop" e elogiou Drake para "vulnerabilidade nice-guy mistura com o narcisismo ferido", comentando que ele "encontra maneiras virar a calafrios douche ele provoca em uma grande parte de seu apelo "."  Ryan Pitchfork Media Dombal encontrados Drake "habilidades técnicas" a serem melhorados e afirmou:" Assim como suas preocupações temáticas tornaram-se mais ricos, assim como a música para apoiá-las ". O escritor da Chicago Tribune Greg Kot elogiou a profundidade do "psicodramas moral" Drake e declarou: "o melhor de Drake afirma que está a moldar uma persona pop com poder de permanência".
No entanto, Kyle Anderson da Entertainment Weekly garimpou seu assunto como "um monólogo woozy overlong" e chamou o álbum de um "downer total", acrescentando que "Drake meia-bakes seu tonto rap croon e esmaltes com hums teclado lento, congelando o impulso álbum ". Alex Macpherson do The Guardian encontrou seu cantando "insípida", seu rap" inertes ", e suas letras" oco ", escrevendo que" ele não parece perceber que a introspecção é só vale alguma coisa se você é uma pessoa interessante. The Globe and Mail Robert Everett-Green criticou letras de Drake como "patter arrastada "e encontrou as músicas para" noodle cerca de [...] sem rumo. O editor da Allmusic Tim Sendra visto Drake como "um meio-of-the-pack rapper na melhor das hipóteses", mas encontrou trabalho Noah "40" Shebib de produção para "encaixar a voz de Drake perfeitamente" e denotado força Drake para ser "sua vontade de mergulhar profundamente em suas emoções e os capacidade de transmiti-los em [...] de forma simples e real. David Amidon de PopMatters elogiou o álbum" modelo inteiramente coerente de áudio "e escreveu sobre Drake," Claro que ele é brega, mas ele também é um compositor excelente, e ele possui suas peculiaridades. Leon Neyfakh do The Boston Globe chamou o álbum de" uma coisa poderosa, tão turbulento e dolorosamente defensiva como o álbum de Kanye West "My Beautiful Dark Twisted Fantasy", e elaborada no assunto Drake e progressão como compositor.
Evan Rytlewski de The A.V. Club descreveu o álbum como "muito pessimista, mas também é lindo, uma envolvente obra fone de ouvido que é terno e íntimo como pouco mais no rapper contemporâneo e R&B. Adam Fleischer de XXL elogiou a sua música para "criar um cativante e envolvente ouvir experiência ", e escreveu que Drake" habilmente manipula seu canto e rap, confirmando suas habilidades songwriting crescendo ". Hutchins Andy das sensibilidades pop The Village Voice elogiou Drake e" compreensão da melodia [...] sua disposição de um som pouco mais cantilena que a maioria dos rappers para fazer um bar mais indelével ", chamando o álbum" um pacote cuidadosamente elaborada de sentimentos contraditórios de um rapper conflito que explora a sua própria neuroses de forma tão convincente como não alguém chamado Kanye West ". Ann Powers da NPR encontrou sua música cortesia ao assunto do álbum, afirmando que "astúcia da desta música permite-me um para essa experiência. posso dar o salto e se identificar com Drake, ou pelo menos estar intrigado com vários personagens em os pequenos dramas que ele projeta ". Jon Caramanica do The New York Times comentou que" Drake nunca cantou tão intensamente quanto ele faz neste álbum ", e chamou-lhe" um álbum de pop negra excêntrica que leva "de hip hop e R & B "como pontos de partida, pergunta o que eles podem fazer, mas não foram fazendo, em seguida, tenta essas coisas no futuro um álbum como este serão comuns;. hoje, é radical.

## Alinhamento de faixas
A lista de faixas que compõe o álbum foi divulgada pela revista Rap-Up a 31 de Outubro de 2011.
| N.º | Título                                         | Compositor(es)                                                | Produtor(es)              | Duração |  |
| 1.  | "Over My Dead Body"                            |                                                               |                           | 4:33    |  |
| 2.  | "Shot For Me"                                  |                                                               |                           | 3:45    |  |
| 3.  | "Headlines"                                    | Aubrey Graham, Matthew Samuels, Noah Shebib, Adrian Eccleston | Boi-1da, Noah "40" Shebib | 3:26    |  |
| 4.  | "Crew Love" (com The Weeknd)                   |                                                               |                           | 3:29    |  |
| 5.  | "Take Care" (com Rihanna)                      |                                                               |                           | 4:37    |  |
| 6.  | "Marvins Room / Buried Alive Interlude"        | Graham, Shebib, Eccleston                                     | Noah "40" Shebib          | 8:14    |  |
| 7.  | "Under Ground Kings"                           |                                                               |                           | 3:32    |  |
| 8.  | "We’ll Be Fine" (com Birdman)                  |                                                               |                           |         |  |
| 9.  | "Make Me Proud" (com Nicki Minaj)              | Graham, Onika Maraj, Tyler Williams, Nikhil Seetharam, Shebib | T-Minus, Kromatik         | 3:36    |  |
| 10. | "Lord Knows" (com Rick Ross)                   |                                                               |                           | 5:08    |  |
| 11. | "Cameras / Good Ones Go Interlude"             |                                                               |                           | 7:15    |  |
| 12. | "Doing It Wrong"                               |                                                               |                           | 4:25    |  |
| 13. | "The Real Her" (com Lil Wayne e André 3000)    |                                                               |                           | 5:21    |  |
| 14. | "Look What You've Done"                        |                                                               |                           | 5:02    |  |
| 15. | "HYFR (Hell Ya Fuckin' Right)" (com Lil Wayne) |                                                               |                           | 3:27    |  |
| 16. | "Practice"                                     |                                                               |                           | 3:58    |  |
| 17. | "The Ride"                                     |                                                               |                           | 5:51    |  |

| Faixas bónus na iTunes Store |                             |                |              |         |  |
| N.º                          | Título                      | Compositor(es) | Produtor(es) | Duração |  |
| 18.                          | "Hate Sleeping Alone"       |                |              | 3:33    |  |
| 19.                          | "The Motto" (com Lil Wayne) |                |              | 3:01    |  |

### Créditos
Créditos para Take Care adaptado da Allmusic.